# Área metropolitana de Grand Forks
El área metropolitana de Grand Forks, Gran Grand Forks, Las Grands, Las Forks  o Área Estadística Metropolitana de Grand Forks, ND-MN MSA, como la denomina oficialmente la Oficina de Administración y Presupuesto, es un Área Estadística Metropolitana que abarca parte de los estados estadounidenses de Dakota del Norte y Minnesota. Tiene una población de 98.461 habitantes según el Censo de 2010, convirtiéndola en la 345.º área metropolitana más poblada de los Estados Unidos.

## Composición
Los 2 condados que componen el área metropolitana y su población según los resultados del censo 2010:
- Grand Forks (Dakota del Norte) – 66.861 habitantes
- Polk (Minnesota) – 31.600 habitantes

## Principales comunidades del área metropolitana
Ciudades principales o núcleo
- Grand Forks
- East Grand Forks (Minnesota)

Otras comunidades en Dakota del Norte
- North Grand Forks
- Calspur
- Merrifield
- Powell
- Kelly
- Thompson
- Ojata
- Oakville
- Emerado
- Manvel
- Mekinock
- Arvilla
- Buxton
- Gilby
- Hillsboro
- Larimore
- Northwood
- Reynolds

Otras comunidades en Minnesota
- Mallory
- Bygland
- Crookston
- Fisher
- Oslo